# Parco del Bernina, del Disgrazia, della Val Masino e della Val Codera
Il parco del Bernina, del Disgrazia, della Val Masino e della Val Codera è un'area naturale protetta della regione Lombardia previsto dalla l.r. 86/1983, ma mai istituito.
La zona interessata si trova in Valtellina al confine con la Svizzera nel versante italiano delle Alpi Retiche occidentali. Avrà un'estensione di 105.473 ettari e comprenderà il Pizzo Bernina che sarà il suo punto più alto.
Prende il nome dal Massiccio del Bernina, dal Monte Disgrazia, dalla Val Masino e dalla Val Codera.